# 小坵村 (金門縣)
小坵村位於臺灣海峽西側，為中華民國福建省轄下烏坵鄉的行政區。原属莆田县，现由金门县代管。小坵村四面環海，包含主島小坵嶼以及鄰近礁石，全境屬於中華民國的軍事管制區。雖鄰近莆田市，但因兩岸分治、軍事管制，發展受限，土地狹小、貧瘠，島上缺水、缺電，教育及醫療設施付諸闕如，生活機能嚴重不足，居民大多離鄉遠赴臺灣謀生，成為人口流失的海中孤村。居民多為湄洲人，通行中华民国国语以及烏坵話（屬莆仙語的一種）。

## 地理
小坵村四面環海，位於臺灣海峽，福建莆田市平海灣東南方的海面上。包含主要島嶼小坵嶼以及附近的無人島，該島面積約0.42平方公里，地勢平緩，東西長1,250公尺，南北寬350公尺，最高點海拔48公尺，島上遍布烏黑礫石，不宜農牧。春夏雨量較多，夏季炎熱，冬季多強風，西距大坵嶼1.2公里、湄洲島20海浬、西北距鷺鷥島9海浬、北距南日島12海浬。
烏坵鄉的基礎設施多設於大坵村，小坵村的醫療、金融等事務都必須跨海至大坵嶼辦理，村內沒有自來水，無持續充足的供電，生活相當不便，雖然設籍人口較大坵村為多，但除了駐軍以外，實際居住人口僅個位數。

## 交通與運輸
小坵村對外交通極度不便，年邁的居民必須自行駕駛舢舨與大坵連絡。離開烏坵僅能搭乘10天一航次往返臺灣臺中港的軍艦，且限制外地人前往烏坵，該地與金門無直接的交通往來。

### 海運
- 小坵碼頭：位於小坵嶼南側的簡易碼頭，無法停泊大型船隻，居民以舢舨作為交通工具與大坵島連絡[8]，行船約15至20分鐘[7]，軍艇則透過碼頭運送物資[9]，但時常因為風浪過大而停航。

## 產業

### 紫菜
紫菜為小坵村目前唯一的產業，是烏坵居民主要的經濟來源，紫菜一年採收一次。每年中秋節之後，漁民會將由貝殼燒成的石灰撒在潮間帶的花崗岩石上，紫菜會自然生長。隔年的農曆一月開始採收。1970至1980年代，紫菜的年產值曾高達一、兩百萬元。

### 漁業
漁業曾是烏坵的主要產業，直到1980年代後期，烏坵的漁業因為周圍海域遭到大陸漁民進入作業而沒落。

## 景點
- 天上聖母廟：小坵村規模最大廟宇，建築莊嚴肅穆，口傳歷史年代在三百年以上。廟主奉天上聖母，屬湄洲媽祖祖廟分香之湄洲媽。[11]
- 觀音大士祠：小坵碼頭西側上方高地向南的緩坡，1988年建立，主祀觀音大士。[11]
- 新郎房：小坵嶼旁的無人島，隔海與大坵嶼旁的新娘房相望。[12]
- 鳥下：又稱鳥沃。[13]
- 一線天：小坵村東方的一處景點，漲潮時被海水分隔開，退潮時出現一條小路人可通行。[14]
- 中澳：小坵嶼中部偏東，小坵聚落東側下方，是小坵島上較為低平的區域，該處考古發現宋元時期的青瓷、德化窯黑釉瓷，明清二代的青花瓷與釉陶、硬陶。[11]
- 中嶼：小坵嶼北岸的礁石，春夏時節小坵的漁船停靠在北岸內凹的港灣內，灣的東側稱為中嶼。[15]
- 笏石：小坵嶼北岸的突出部，被稱為笏石。[16]
- 青蛙石：小坵嶼南岸四塊形如青蛙的礁石。[17]
- 駱駝峰：小坵嶼一處形如駱駝的岩石。[18]

## 教育
曾經有國民小學，但中學必須遠赴金門就讀。目前小坵村缺乏教育資源，沒有學校，接受國民義務教育的孩童由教育部補助在外地就學。

## 外部連結
- 金門縣局部行政區域圖[永久]